# Hans Heinrich Landolt

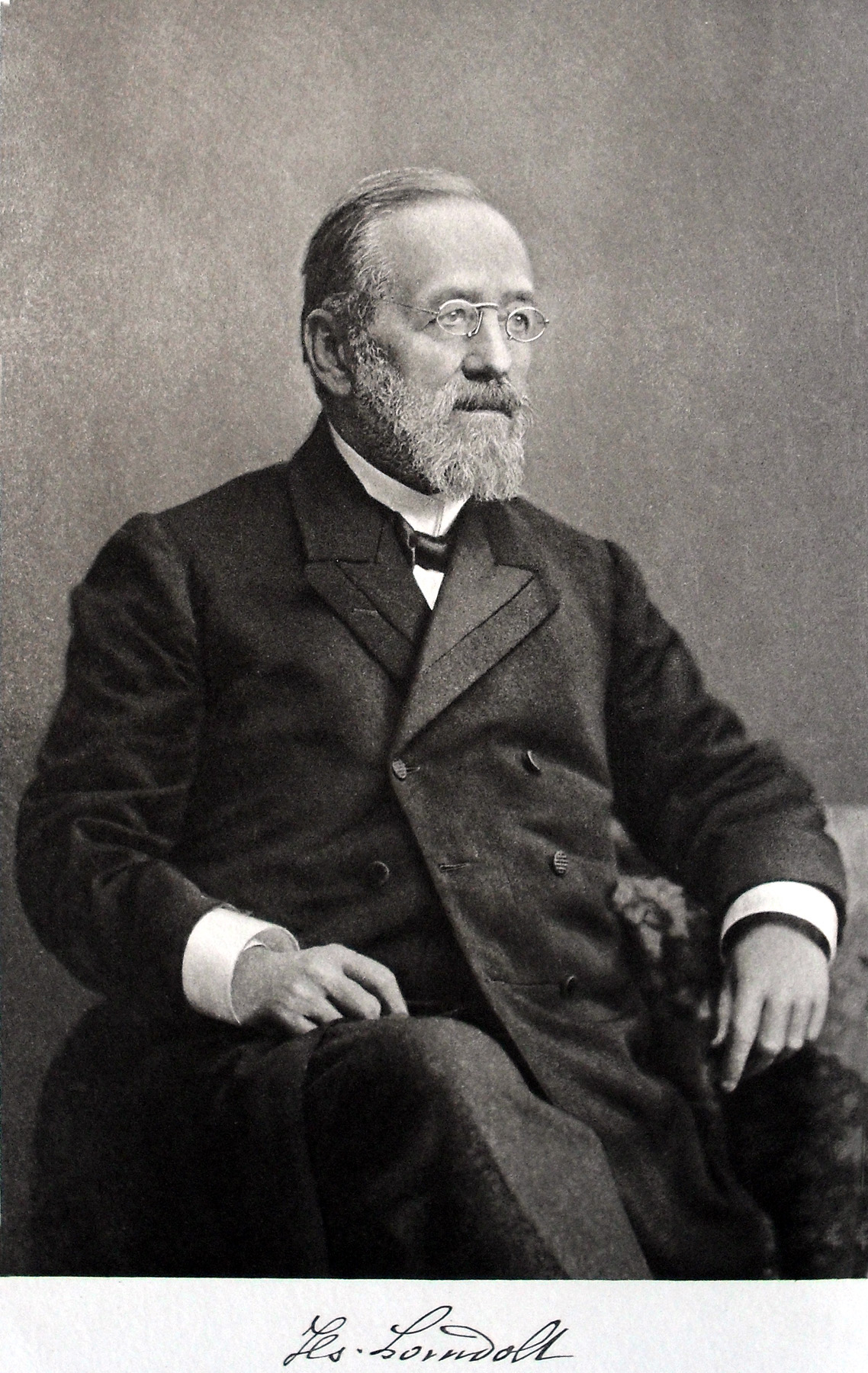
Hans Landolt

Hans Heinrich Landolt (* 5. Dezember 1831 in Zürich; † 15. März 1910 in Deutsch-Wilmersdorf b. Berlin, Königreich Preußen) war ein Schweizer Chemiker. Sein Name ist bis heute mit dem Standardwerk Physikalisch-chemische Tabellen verknüpft, besser bekannt als der Landolt-Börnstein (1. Auflage 1883). 2008 umfasste das gedruckte Werk über 350 Bände, wobei jährlich ca. 16 Bände hinzukommen.

## Leben
Landolt entstammte einer Patrizierfamilie, die im 18. Jahrhundert zwei Bürgermeister und im 19. Jahrhundert einen Stadtpräsidenten von Zürich gestellt hatte. Sein Vater, Johann Heinrich Landolt (1792–1847), war Zürcher Säckelmeister. 1850 nahm Landolt ein Chemiestudium an der Universität Zürich auf. Drei Jahre später folgte er seinem Lehrer Carl Löwig an die Universität Breslau. 1854 wurde er im Corps Marchia Breslau recipiert.
1853 wurde er zum Dr. phil. promoviert. Nach einer kurzen Zeit in Berlin folgte er einer Einladung Robert Bunsens an die Ruprecht-Karls-Universität Heidelberg. 1856 kehrte er nach Breslau zurück, um sich zu habilitieren. Die Rheinische Friedrich-Wilhelms-Universität, Bonn, berief Landolt 1858 zum a. o. Professor. Als 1868 das neue Laborgebäude fertiggestellt wurde, wurde er gemeinsam mit Friedrich Kekulé zum Direktor bestimmt. 
1870 übernahm er den Lehrstuhl für Organische Chemie und Anorganische Chemie an der gerade gegründeten Königlichen Rheinisch-Westphälischen Polytechnischen Schule zu Aachen. Im Jahr 1874 wurde er in die Deutsche Akademie der Naturforscher Leopoldina gewählt.
1881 folgte er einem Ruf an die Königliche Landwirtschaftliche Hochschule Berlin. 1891 übernahm er die Leitung des II. Chemischen Instituts der Friedrich-Wilhelms-Universität Berlin in der Bunsenstraße. In einem Laboratorium der Physikalisch-Technischen Reichsanstalt arbeitete er auch noch nach seiner Emeritierung im Jahre 1905.
Landolt war seit 1859 verheiratet mit Emilie Schallenberg (1839–1914). Ihr gemeinsamer Sohn Robert Landolt (1865–1932) war Augenarzt und Professor der Medizin in Straßburg und Zürich (nicht verwandt mit dem Erfinder der Landoltringe). Die Tochter Maria war verheiratet mit dem Berliner Pharmakologen Oskar Liebreich.

## Werk
Landolt war neben Wilhelm Ostwald führend auf dem Gebiet der sich gerade etablierenden physikalischen Chemie tätig. Einen ersten Schwerpunkt seines Schaffens bildeten Forschungen über die Lumineszenz von Gasen. Später untersuchte er die Möglichkeit der Berechnung der Refraktion organischer Verbindungen aus den Atomrefraktionen. Ein weiteres wichtiges Forschungsgebiet Landolts und seiner Schüler war das Verhalten von Lösungen optisch aktiver Substanzen gegenüber polarisiertem Licht. In den 1890er Jahren führte er sehr genaue Untersuchungen über die Erhaltung der Masse bei chemischen Reaktionen durch. Er fand, dass bei den von ihm untersuchten Umsetzungen die Masse mindestens bis auf ein Millionstel der eingesetzten Stoffmenge konstant geblieben war.
Einen breiten Raum in Landolts Schaffen nahm die Entwicklung von Messmethoden und die Sammlung chemischer und physikalischer Größen ein. Gemeinsam mit Richard Börnstein gab er ab 1883 die Physikalisch-chemischen Tabellen (den „Landolt-Börnstein“) heraus. Er hatte einen Sitz im Kuratorium der Physikalisch-Technischen Reichsanstalt inne und war Mitglied der von der Deutschen Chemischen Gesellschaft berufenen Atomgewichtskommission.
Darüber hinaus pflegte er sehr gute Kontakte zu den führenden Berliner Instrumentenbauern. Er war Mitglied der Deutschen Gesellschaft für Mechanik und Optik und gab gemeinsam mit Rudolf Fuess und Leopold Loewenherz die Zeitschrift für Instrumentenkunde heraus.

## Ehrungen
Landolt war Mitglied der Preußischen Akademie der Wissenschaften und der Russischen Akademie der Wissenschaften.
In Anerkennung seiner hervorragenden wissenschaftlichen Verdienste als Professor der Philosophischen Fakultät der Friedrich-Wilhelms-Universität zu Berlin verlieh ihm Kaiser Wilhelm II. im Januar 1905 die Preußische Große Goldene Medaille für Wissenschaft.  1909 wurde Landolt von Jacobus Henricus van ’t Hoff für den Nobelpreis vorgeschlagen.
Seit 1913 gibt es in Berlin-Dahlem einen Landoltweg, seit 2005 auch in Aachen.
1874 ernannte ihn der Akademische Verein der Chemiker und Hüttenleute an der Polytechnischen Schule Aachen, das spätere Corps Montania Aachen, zum Ehrenmitglied.
Er wurde auch dreimal für den Chemie-Nobelpreis nominiert.

## Schriften (Auswahl)
- Das optische Drehungsvermögen organischer Substanzen und die praktischen Anwendungen desselben. Vieweg, Braunschweig 1879. (Digitalisat)
- mit R. Börnstein: Physikalisch-chemische Tabellen, 1883
- Über die Erhaltung der Masse bei chemischen Umsetzungen. Knapp, Halle 1909. (Digitalisat)